# Julus piceus
Julus piceus är en mångfotingart som beskrevs av Risso. Julus piceus ingår i släktet Julus och familjen kejsardubbelfotingar. Inga underarter finns listade i Catalogue of Life.